# 羽地大川
羽地大川（日语：／ Haneji Ōkawa；琉球語：／ ）是日本沖繩本島北部的一條河流，被日本列為二級河川。
羽地大川發源於名護市名護岳東南的谷地，在東面多野岳和西面名護岳之間的山間蛇行，向北流去。經羽地水壩，在名護市川上附近向北流去，經羽地平野，在仲尾次一帶注入羽地內海。
羽地大川流域生物種類非常繁多。早年，羽地大川被稱為大浦川，在羽地平野中部與伊差川川、神俣川合流。由於其水道複雜，經常發生改道，造成洪災。1735年，琉球三司官蔡溫主持改掘了羽地大川，將大浦川與伊差川川的水路分開，拓展了大量水田。